# Aloe pictifolia
Aloe pictifolia là một loài thực vật có hoa trong họ Măng tây. Loài này được D.S.Hardy mô tả khoa học đầu tiên năm 1976.